# Theodora de Brito Gondim

## Biografia
Theodora de Brito Gondim, foi uma mulher que viveu no sertão da Bahia entre o final do século XVII e a primeira metade do século XVIII. Nascida na última década do século XVII, há divergências sobre sua naturalidade entre as freguesias de São José das Itapororocas (atual distrito de Maria Quitéria, em Feira de Santana) e de Santo Amaro de Ipitanga (atual município de Lauro de Freitas). Casada com João Pinheiro de Azevedo, mãe de 4 filhas, levou uma vida de frequentes mudanças, vivendo em diversas localidades da capitania da Bahia.

## Família e alianças
Theodora de Brito Gondim era filha de Francisco de Brito Gondim e Joanna de Sá Pinta, uma família com muitas terras e influência política no sertão baiano. Casou-se no dia 4 de fevereiro de 1704, na freguesia de São José das Itapororocas, com João Pinheiro de Azevedo, um português nascido e batizado em 23 de junho de 1673 na vila de São Simão de Gouvêa. Era o filho mais velho do casal Manoel Pinheiro e Mariana de Azevedo. Ele tinha 31 anos de idade em 1704. Estima-se que Theodora era bem mais nova que o marido. Tinha por volta de 12 anos quando se casaram. Após seu matrimônio na freguesia de São João da Água Fria, o casal mudou-se para Inhambupe, ocupando-se da lavoura de tabaco e da criação de gado cavalar.
João Pinheiro de Azevedo faleceu por volta da década de 1730, após expedições pelo sertão, deixando Theodora viúva ainda jovem, com as filhas pequenas para criar. Theodora deslocou-se com suas filhas para a freguesia de Santo Antônio do Urubu de Cima (atual Paratinga), nas margens do rio São Francisco, habitando por um curto período em Rio de Contas, até estabelecer-se em terras do atual município de Caetité. Para salvaguardar as terras e propriedades conquistadas pelo marido durante sua trajetória no sertão, Theodora mudou-se com o fito de manter a estruturação das novas propriedades, a criação de gado cavalar e o plantio de lavouras. Outros motivos para sua saída de Inhambupe foram a necessidade de “pôr em arrecadação” os bens (as terras conquistadas, gados e escravos), dificuldades de manutenção da vida na freguesia e garantir casamento para as filhas.
Theodora teve quatro filhas, que mais tarde se casaram com membros de outras famílias importantes do sertão da Bahia, reforçando os vínculos de poder. Foram elas:
● Micaela Maria de Jesus: casou-se primeiro com José da Silva Ferreira e depois com José de Souza Meira, também de família influente;
● Mariana: casou-se com Pedro Coelho e não mudou-se com sua mãe, continuando em Inhambupe.
● Catarina Guedes de Brito: casou-se com Antônio Fernandes Amado, membro de uma linhagem tradicional do sertão;
● Lourença de Brito Gondim: casou-se com Miguel Fernandes Pereira, que era viúvo de Teresa de Jesus.
Esses casamentos foram importantes para manter o poder e controle das terras, cargos e prestígio entre os mesmos grupos, além de reforçar as alianças políticas e econômicas entre as famílias mais poderosas da região.

## Deslocamentos
1 São José das Itapororocas ou Santo Amaro de Ipitanga (nascimento e primeira infância)
●  Filha de colonizadores estabelecidos na capitania da Bahia
2. Freguesia de São João da Água Fria (Bahia, 1704)
●  Casou-se com João Pinheiro de Azevedo (português) em 1704 e viveu por um breve período nessa freguesia, vivendo da lavoura e pecuária.
3. Inhambupe de Cima (Bahia, pós-1704)
●  Se mudou com o marido e os pais para a freguesia do Divino Espírito Santo de Inhambupe de Cima após o casamento, vivendo da pecuária e agricultura. Mesmo após a viuvez, habitou nessa localidade, prosseguindo e administrando as terras.
4. Santo Antônio do Urubu de Cima (Rio São Francisco, 1730)
●  Na década de 1730, deslocou-se com três filhas (incluindo Micaela Maria de Jesus, já casada) para a freguesia de Santo Antônio do Urubu de Cima (atual Paratinga), às margens do rio São Francisco, a fim de garantir a posse de terras conquistadas pelo marido e consolidar a criação de gado em áreas de rotas comerciais.
5. Fazenda Caetité (Sertão Baiano, 1740)
●  Estabeleceu-se na região do atual município de Caetité–BA, então parte do termo da vila de Rio de Contas até o fim de sua vida.

## Atualização
Embora vivesse em uma sociedade machista e patriarcal, Theodora tinha um papel fundamental no núcleo familiar e de administração latifundiária de terras:
● Ajudava a administrar as fazendas e a vida em casa;
● Cuidava da educação dos filhos e do andamento das obrigações diárias;
● Participava diretamente das decisões sobre as terras, os negócios e até da escolha dos casamentos que uniam as famílias poderosas.
Portanto, mesmo sem assumir cargos oficiais, Theodora foi importante nas decisões da família: ela organizava os casamentos, cuidava dos bens e mantinha a influência da casa firme.

## A família Brito Gondim
A família de Theodora tinha grande influência no sertão baiano. Eles detinham muitas terras e estavam sempre ocupando cargos importantes, como juiz e presidente da Câmara. O pai dela, Francisco de Brito Gondim, foi o herdeiro da Fazenda Alegre, que depois acabou se tornando a cidade de Caetité. Fizeram alianças com outras famílias fortes daquela região, como os Xavier Cotrim e os Pinheiro de Azevedo, família do falecido marido de Theodora. Tudo era muito bem-planejado para manter o poder entre os mesmos grupos dominantes. As mulheres como Theodora tinham um papel central em toda essa história, pois eram responsáveis por organizar os casamentos, manter as alianças entre as famílias e administrar a estrutura das fazendas e da casa.

## Contexto histórico
Durante o século XVIII, a colonização do sertão baiano estava crescendo, a sociedade se interiorizando e se estruturando em todos os sentidos. A economia baseava-se principalmente na criação de gado, agricultura com mão de obra escravizada. Poucos detinham latifúndios produtíveis que significam poder; esse poder estava concentrado nas mãos de poucas famílias, como a de Theodora e a do seu marido. Mesmo que as mulheres quase não aparecessem nos documentos oficiais, elas estavam por trás de decisões e agências importantes, sendo ativas no dia a dia das fazendas e das relações dos familiares.

## Relevância historiográfica
Theodora de Brito Gondim é um exemplo claro do poderio feminino no interior baiano, mesmo sendo tangenciada pela história oficial. Ela era uma peça-chave na organização da casa, nas decisões sobre casamentos, nos negócios da família e no controle da dinâmica social e econômica que sustentava o prestígio da linhagem e da família. Sem o trabalho dela e de tantas outras mulheres como ela, a economia e a construção social do sertão não teriam seu apogeu.
A história de Theodora abre uma reflexão sobre o papel feminino na expansão da colonização do interior da Bahia, a sua resistência mesmo com a ausência de uma figura masculina, buscando educar e criar suas filhas em um sertão com muitos óbices e dificuldades. O poderio feminino de Theodora aponta que, apesar de uma historiografia que exclui sua história e de várias outras mulheres, as mulheres foram cruciais para o desenvolvimento social e econômico do sertão colonial.